# رایاتس (چاچاک)
رایاتس (به صربی: Rajac) یک منطقهٔ مسکونی در صربستان است که در چاچاک واقع شده‌است. رایاتس ۹٫۸ کیلومتر مربع مساحت و ۳۰۳ نفر جمعیت دارد و ۵۹ متر بالاتر از سطح دریا واقع شده‌است.